# アグロバクテリウム

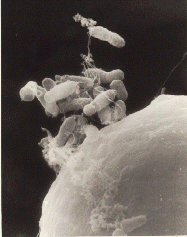
Rhizobium radiobacter

アグロバクテリウムとは、グラム陰性菌に属する土壌細菌であるリゾビウム属 (Rhizobium) の内、植物に対する病原性を持つものの総称。中でも根頭癌腫病に関連する腫瘍原性Rhizobium radiobacter（旧来Agrobacterium tumefaciensとされていたもの）を指すことが多い。
従来アグロバクテリウム属（Agrobacterium）という独立の属が与えられていたが、系統解析の結果多くはリゾビウム属に含められることとなり、その他の株も新設されたルエゲリア属 (Ruegeria)、シュードロドバクター属 (Pseudorhodobacter)、スタッピア属 (Stappia) に分類された。しかし分野や用途によっては、便宜上アグロバクテリウムという呼称が今もなお広く使われている。
アグロバクテリウムは、植物細胞に感染してDNAを送り込む（形質転換）性質があるため、植物のバイオテクノロジーでよく利用される。

## 植物に対する病原性

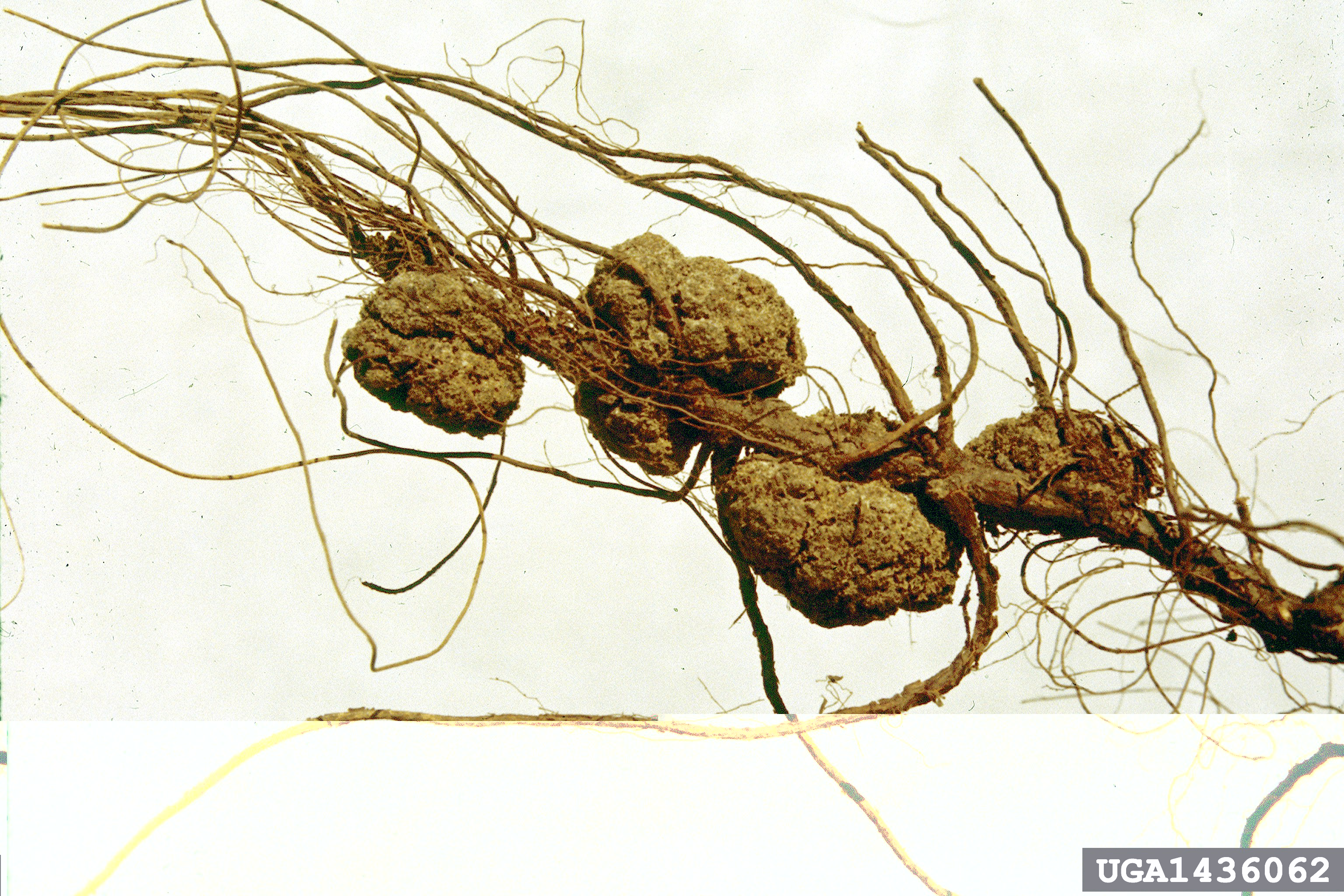
根の大きく成長した部位がRhizobium radiobacterによって誘導された根頭癌腫である。

腫瘍原性アグロバクテリウム（旧来A. tumefaciensとされていたもの）は多くの双子葉植物および一部の裸子植物・単子葉植物に虫こぶ様の腫瘍（根元などに生じ、根頭癌腫、クラウンゴール crown gall と呼ばれる）を起こす。この菌はTiプラスミド（pTi: Tiはtumor-inducingの略）と呼ばれる巨大なプラスミドを有しており、その一部であるT-DNA（transfer DNAの意）と呼ばれるDNA断片を植物細胞に注入し、T-DNAは相同組換えにより植物細胞のゲノムに挿入される。ただし、T-DNAの両末端の極めて短い配列とゲノムの配列との相同組換えであるため挿入位置はかなりランダムであり、実質的にはほとんどが非相同組換えによってゲノムに挿入されるといってよい。T-DNAは植物ホルモン（オーキシンとサイトカイニン）を生成する酵素の遺伝子であるiaaM(tms1), iaaH(tms2), iptZ(tmr)を含み、これらによって生産される大量のオーキシンやサイトカイニンにより腫瘍が形成される。またT-DNAはオパイン (オピン: Opine) と総称される特殊なイミノ酸（アグロバクテリウムは炭素源や窒素源として代謝できるが、他の細菌はほとんど利用できない）を植物に作らせる酵素をコードしている。根粒菌などの窒素固定細菌とは異なりアグロバクテリウムは寄生細菌であって、植物にとって利益はない。このアグロバクテリウムの性質は「植物に対する遺伝的植民地化」とも喩えられる。
Tiプラスミドは大きい（20万塩基対前後）プラスミドで、T-DNAの他にT-DNAを植物細胞に輸送するのに働く遺伝子群(vir region)やオパインを分解消費するための遺伝子などを持っている。vir regionはvirA, B, G, C, D, Eの６つのオペロンから形成されており、それぞれのオペロンは複数の構造遺伝子を含んでいる。なお、virCオペロンのみ転写方向が他のvirオペロンとは異なる。サクラの木とサクランボの木のクラウンゴールから分離されたTiプラスミド（pTi-SAKURAとpTiC58）の全塩基配列が明らかにされている。最もよく研究されている細胞株はA. tumefaciens C58（サクランボの木のクラウンゴールから分離された）で、GoodnerらとWoodらにより同時にゲノムの完全配列が明らかにされた。A. tumefaciens C58のゲノムは環状の染色体、2個の環状プラスミド、および1本の直線状染色体からなる。環状染色体を有する細菌はごく普通だが、それに加え直線状染色体を持つのはアグロバクテリウム属の一部のグループに特有である。2つの環状プラスミドはpTiC58（病原性に関与する）とpAtC58である。pAtC58はオパイン（A. tumefaciens C58が生成するオパインはノパリン〔Nopalin〕と呼ばれる）の代謝に関与し、これはpTiC58がない場合には他の細菌にも転移する。
なお、植物の腫瘍はアグロバクテリウムだけでなくむしろ昆虫（虫こぶ）などによるものが多い。根にこぶを作る病原体には根こぶ病菌（原生生物ネコブカビ）やネコブセンチュウ（線虫）がある。
また発根性アグロバクテリウム（旧来Agrobacterium rhizogenesとされていたもの）はpTiに相当するプラスミドpRi内にT-DNAをもつが、これは植物に腫瘍でなく不定根を発生させる性質がある。この不定根の形成はひげ毛病とよばれ、高密度に枝分かれした根が大量に増殖するというものである。これを利用するのが毛状根培養である。

## バイオテクノロジーへの利用

A: Agrobacterium tumefaciens
B: Agrobacteriumゲノム
C: Tiプラスミド
a: T-DNA
, b: vir遺伝子群
, c: 複製起点
, d: オパイン異化遺伝子
D: 植物細胞
E: ミトコンドリア
F: 葉緑体
G: 核

T-DNAは植物遺伝子工学の特に有用なベクターであり、アグロバクテリウムのDNA転移能力は植物の核ゲノムに外来遺伝子を導入する（トランスジェニック植物の作出）手段として盛んに利用されている。
具体的には、目的の遺伝子配列と植物での選択マーカー遺伝子をT-DNA内に挿入し、それを植物細胞の核ゲノムに挿入させる。T-DNAの中で植物ゲノムへの挿入に必須なのはT-DNA両端に存在するRB(right border:右境界配列)とLB(left border:左境界配列)とよばれる25塩基対(コンセンサス配列: 5'-TGGCAGGATATATN(C/G)N(G/A)(T/G)TGTAA(A/T)(T/C)-3', NはACGTのいずれでも構わない)である。RBとLBに挟まれた内側の配列には特異性はなく、どのような配列でも構わない。また、野生型のT-DNA中に存在する腫瘍形成遺伝子群は挿入には必要ないだけでなく植物体再生に悪影響を及ぼす。そこで、腫瘍形成遺伝子群を目的の遺伝子と置き換えれば、目的の遺伝子を植物細胞に導入できるうえに増殖した形質転換細胞が腫瘍を形成することもない。
形質転換植物体を得る方法としては、まず組織または細胞にアグロバクテリウムを感染させ、これを培養して植物体に再生させる方法がある。もう1つの方法としては、花にアグロバクテリウムを感染させ、種子を形成させる方法(フローラル・ディップ(floral dip)法やフローラル・スプレー(floral spray)法)がある。
形質転換植物の作製法の詳細については、遺伝子組換え作物の作製法を参照。
一例としてホタルのルシフェラーゼを用いた「光る植物」の作出にも用いられ、この方法は植物の葉緑体機能の研究やレポーター遺伝子（遺伝子の調節領域の研究用）としての利用に有用である。アグロバクテリウムは自然には双子葉植物などにしか感染しないが、現在ではT-DNAはイネなどの単子葉植物や真菌などでの利用も可能になっている。さらにT-DNAをヒトの細胞に転移することも実験的には可能である。

## その他の性質
アグロバクテリウムが植物細胞にT-DNAを送り込むメカニズムは、タイプIV分泌系といわれ、ヒト病原菌の多くが細胞にタンパク質などを送り込むメカニズム（タイプIII分泌系）に類似している。また多くのグラム陰性細菌に見られるクオラムセンシング（他の同種菌の分泌物質を感知して同調行動を取るためのシグナル伝達系）を有する。